# Futbol'nyj Klub Rostov 2014-2015
Questa voce raccoglie le informazioni riguardanti l'FK Rostov nelle competizioni ufficiali della stagione 2014-2015.

## Rosa
| N. |                          | Ruolo | Calciatore         |
| -- | ------------------------ | ----- | ------------------ |
| 1  | Croazia (bandiera)       | P     | Stipe Pletikosa    |
| 2  | Bielorussia (bandiera)   | C     | Cimafej Kalačoŭ    |
| 3  | Russia (bandiera)        | D     | Ruslan Abazov      |
| 5  | Russia (bandiera)        | D     | Vitalij D'jakov    |
| 6  | Russia (bandiera)        | C     | Aleksej Rebko      |
| 7  | Russia (bandiera)        | C     | Maksim Grigor'ev   |
| 8  | Mali (bandiera)          | C     | Moussa Doumbia     |
| 9  | Gabon (bandiera)         | C     | Guélor Kanga       |
| 10 | Corea del Sud (bandiera) | A     | Yoo Byung-Soo      |
| 11 | Russia (bandiera)        | A     | Aleksandr Bucharov |
| 13 | Bielorussia (bandiera)   | P     | Anton Amel'čanka   |
| 14 | Russia (bandiera)        | A     | Dmitrij Poloz      |
| 15 | Bielorussia (bandiera)   | D     | Maksim Bardačoŭ    |

| N. |                           | Ruolo | Calciatore          |
| -- | ------------------------- | ----- | ------------------- |
| 17 | Russia (bandiera)         | C     | Nika Chkhapeliya    |
| 18 | Russia (bandiera)         | C     | Azim Fatullaev      |
| 23 | Russia (bandiera)         | C     | Aleksandr Trošečkin |
| 27 | Costa d'Avorio (bandiera) | D     | Igor Lolo           |
| 33 | Russia (bandiera)         | D     | Vladimir Granat     |
| 35 | Russia (bandiera)         | P     | Soslan Džanaev      |
| 55 | Sudafrica (bandiera)      | D     | Siyanda Xulu        |
| 69 | Iran (bandiera)           | A     | Sardar Azmoun       |
| 77 | Angola (bandiera)         | D     | Bastos              |
| 84 | Moldavia (bandiera)       | C     | Alexandru Gațcan    |
|    | Spagna (bandiera)         | D     | César Navas         |
|    | Ecuador (bandiera)        | C     | Christian Noboa     |

## Risultati

### Campionato
| Chimki 3 agosto 2014 1ª giornata | Dinamo Mosca | 7 – 3 referto | Rostov | Arena Chimki |

| Krasnodar 8 agosto 2014 2ª giornata | Kuban' | 2 – 2 referto | Rostov | Stadio Kuban' |

| Mosca 14 agosto 2014 3ª giornata | Lokomotiv Mosca | 2 – 1 referto | Rostov | Stadio Lokomotiv |

| Rostov sul Don 17 agosto 2014 4ª giornata | Rostov | 0 – 2 referto | Krasnodar | Stadio Olimp-2 |

| Rostov sul Don 24 agosto 2014 5ª giornata | Rostov | 2 – 1 referto | Mordovija | Stadio Olimp-2 |

| Chimki 31 agosto 2014 6ª giornata | CSKA Mosca | 6 – 0 referto | Rostov | Arena Chimki |

| Rostov sul Don 13 settembre 2014 7ª giornata | Rostov | 1 – 2 referto | Rubin | Stadio Olimp-2 |

| Rostov sul Don 20 settembre 2014 8ª giornata | Rostov | 0 – 5 referto | Zenit San Pietroburgo | Stadio Olimp-2 |

| Groznyj 28 settembre 2014 9ª giornata | Terek Groznyj | 2 – 1 referto | Rostov | Achmat-Arena |

| Tula 19 ottobre 2014 10ª giornata | Arsenal Tula | 1 – 1 referto | Rostov | Stadio Arsenal |

| Perm' 25 ottobre 2014 11ª giornata | Amkar Perm' | 2 – 0 referto | Rostov | Stadio Zvezda |

| Rostov sul Don 31 ottobre 2014 12ª giornata | Rostov | 1 – 0 referto | Ural | Stadio Olimp-2 |

| Perm' 9 novembre 2014 13ª giornata | Ufa | 0 – 0 referto | Rostov | Stadio Zvezda |

| Mosca 22 novembre 2014 14ª giornata | Torpedo Mosca | 2 – 1 referto | Rostov | Stadio Ėduard Strel'cov |

| Rostov sul Don 28 novembre 2014 15ª giornata | Rostov | 1 – 1 referto | Amkar Perm' | Stadio Olimp-2 |

| Mosca 4 dicembre 2014 16ª giornata | Spartak Mosca | 1 – 1 referto | Rostov | Otkrytie Arena |

| Rostov sul Don 8 dicembre 2014 17ª giornata | Rostov | 0 – 1 referto | Arsenal Tula | Stadio Olimp-2 |

| Rostov sul Don 8 marzo 2015 18ª giornata | Rostov | 0 – 1 referto | Lokomotiv Mosca | Stadio Olimp-2 |

| Rostov sul Don 16 marzo 2015 19ª giornata | Rostov | 2 – 1 referto | Kuban' | Stadio Olimp-2 |

| Kazan' 21 marzo 2015 20ª giornata | Rubin | 2 – 0 referto | Rostov | Stadio Rubin |

| Ekaterinburg 5 aprile 2015 21ª giornata | Ural | 0 – 1 referto | Rostov | Manež Ural |

| Rostov sul Don 9 aprile 2015 22ª giornata | Rostov | 2 – 0 referto | Ufa | Stadio Olimp-2 |

| Rostov sul Don 13 aprile 2015 23ª giornata | Rostov | 2 – 1 referto | Spartak Mosca | Stadio Olimp-2 |

| Rostov sul Don 20 aprile 2015 24ª giornata | Rostov | 1 – 0 referto | Torpedo Mosca | Stadio Olimp-2 |

| Rostov sul Don 26 aprile 2015 25ª giornata | Rostov | 2 – 2 referto | Dinamo Mosca | Stadio Olimp-2 |

| Rostov sul Don 2 maggio 2015 26ª giornata | Rostov | 0 – 1 referto | Terek Groznyj | Stadio Olimp-2 |

| San Pietroburgo 10 maggio 2015 27ª giornata | Zenit San Pietroburgo | 3 – 0 referto | Rostov | Stadio Petrovskij |

| Saransk 15 maggio 2015 28ª giornata | Mordovija | 0 – 0 referto | Rostov | Start Stadion |

| Krasnodar 24 maggio 2015 29ª giornata | Krasnodar | 2 – 1 referto | Rostov | Stadio Kuban' |

| Rostov sul Don 30 maggio 2015 30ª giornata | Rostov | 1 – 1 referto | CSKA Mosca | Stadio Olimp-2 |

### Coppa di Russia
| Syzran' 24 settembre 2014 Sedicesimi di finale | Syzran'-2003 | 3 – 0 referto | Rostov | Stadio Kristall |

### Europa League
| Arbitro: | Gediminas Mažeika |

|                         |           |  |
| Medjani 37’ Cardozo 73’ | Marcatori |  |

| Rostov sul Don 28 agosto 2014, ore 19:00 CET Play-off - ritorno | Rostov       | 0 – 0 referto | Trabzonspor | Stadio Olimp-2\| Arbitro: \| Felix Zwayer \| |
| Arbitro:                                                        | Felix Zwayer |               |             |                                              |